# 林其祥
林其祥（1881年6月29日—1951年11月），臺灣南投縣埔里鎮人。於臺灣日治時期曾擔任過埔里街長、臺中州協議會員等職，此外也擔任過能高自動車株式會社社長。他也是埔里恆吉宮第一任的董事長。

## 生平
林其祥出生於清光緒七年六月四日（1881年6月29日），是埔里牛眠山林逢春的次男。於光緒十四年到光緒二十年（1888年－1894年）期間，於書房學四書五經。乙未割臺後，林其祥於明治廿九年（1896年）
進入埔里社國語傳習所就讀，兩年後（1898年）畢業。
學校畢業後，他於明治卅三年（1900年）擔任埔里社憲兵屯所和養蠶傳習所的通譯。兩年後（1902年）又擔任埔西區長役場書記，此後（1904年）又於南投廳埔里社支廳任職，且擔任臨時臺灣土地調查局調查課雇員埔里社支廳勤務（1904年7月）。後於大正九年（1920年）擔任埔里街助役、埔里街協議會員兼副議長，次年（1921年）又擔任公共埤圳組合埔里圳議員、臺中州公共埤圳第二聯合會議員。
而從大正十一年（1922年）開始到昭和九年（1934年），他一直擔任臺中州協議會員。而在此同時，林其祥於大正十三年（1924年）擔任恆吉宮重建建設委員，之後擔任第一屆恆吉宮董事長。次年（1925年）林其祥獲頒紳章，並當選為「有限責任埔里信用購買販賣組合」的組合長。昭和二年（1927年），林其祥擔任埔里實業協會評議員。
另外在昭和四年（1929年）4月，他從埔里街助役升任為埔里街街長，於昭和十一年（1936年）卸任。他是歷任埔里街長中唯一的臺灣人，也是任期最久者。任職街長期間他在埔里創立臺灣三成協會埔里慈光會（1930年），並擔任會長。此外他在昭和六年（1931年）8月擔任能高自動車株式會社社長，昭和八年（1933年）任能高郡興農倡和會埔里街支部長，昭和十年（1935年）2月擔任臺灣博覽會埔里宣傳會長。他也曾和埔里當地仕紳一同去臺灣總督府陳情，希望設立埔里農林學校（1933年7月24日）。
昭和十二年（1937年）2月，林其祥獲得「奏任官」待遇，同年10月出任埔里街出征軍人家族後援會會長。昭和十四年（1939年），林其祥擔任社會教化委員囑託，次年（1940年）擔任能高神社總代指定。
民國40年（1951年）11月逝世。

## 其他
林其祥四男林有川曾擔任過日治時期的臺中州會議員，二次大戰後擔任埔里初中校長。